# Bestia (singel)
Bestia – singel polskiego rapera Young Igiego z jego debiutanckiego albumu studyjnego, zatytułowanego Konfetti. Singel został wydany 21 sierpnia 2018.
Nagranie uzyskało certyfikat diamentowej płyty, przekraczając liczbę 100 tysięcy sprzedanych kopii.

## Geneza utworu i historia wydania
Utwór napisali i skomponowali Worek i Igor Ośmiałowski.
Singel ukazał się w formacie digital download 21 sierpnia 2018 w Polsce za pośrednictwem wytwórni płytowej Universal Music Polska. Kompozycja została umieszczona na debiutanckim albumie studyjnym Young Igiego – Konfetti.

## Teledysk
Do utworu powstał teledysk, który udostępniono 21 września 2018 za pośrednictwem serwisu YouTube.

## Lista utworów
- Digital download[5]

1. „Bestia” – 3:17

## Certyfikaty i sprzedaż
| Data             | Certyfikat ZPAV    | Sprzedaż |
| ---------------- | ------------------ | -------- |
| 21 sierpnia 2019 | 2× platynowa płyta | 40 000+  |
| 27 stycznia 2021 | diamentowa płyta   | 100 000+ |